# Prémio Satellite de melhor ator em cinema
O Prémio Satellite de melhor ator em filme de drama é um prêmio anual dado pela International Press Academy, sendo uma das categorias do Satellite Awards.
Notas
- "†" indica um Oscar pelo mesmo trabalho.
- "‡" indica uma nomeação ao Oscar pelo mesmo trabalho.

## Vencedores e indicados

### Comédia ou Musical (1996-2009)
| Ano  | Atores                 | Filme                                 | Personagens                                |
| ---- | ---------------------- | ------------------------------------- | ------------------------------------------ |
| 1996 | Tom Cruise ‡           | Jerry Maguire                         | Jerry Maguire                              |
| 1996 | Nathan Lane            | The Birdcage                          | Albert Goldman                             |
| 1996 | Eddie Murphy           | The Nutty Professor                   | Sherman Klump / Buddy Love / Família Klump |
| 1996 | Jack Nicholson         | Mars Attacks!                         | James Dale                                 |
| 1996 | Stanley Tucci          | Big Night                             | Secondo                                    |
| 1997 | Jack Nicholson †       | As Good as It Gets                    | Melvin Udall                               |
| 1997 | Robert Carlyle         | The Full Monty                        | Gary "Gaz" Schofield                       |
| 1997 | Dustin Hoffman ‡       | Wag the Dog                           | Stanley Motss                              |
| 1997 | Tommy Lee Jones        | Men in Black                          | Kevin Brown / Agente K                     |
| 1997 | Kevin Kline            | In & Out                              | Howard Brackett                            |
| 1997 | Howard Stern           | Private Parts                         | Howard Stern                               |
| 1998 | Ian Bannen             | Waking Ned                            | Jackie O'Shea                              |
| 1998 | Warren Beatty          | Bulworth                              | Jay Billington Bulworth                    |
| 1998 | Jeff Bridges           | The Big Lebowski                      | Jeffrey "O Cara" Lebowski                  |
| 1998 | Michael Caine          | Little Voice                          | Ray Say                                    |
| 1998 | David Kelly            | Waking Ned                            | Michael O'Sullivan                         |
| 1998 | Robin Williams         | Patch Adams                           | Dr. Hunter "Patch" Adams                   |
| 1999 | Philip Seymour Hoffman | Flawless                              | Rusty                                      |
| 1999 | Jim Carrey             | Man on the Moon                       | Andy Kaufman                               |
| 1999 | Johnny Depp            | Sleepy Hollow                         | Ichabod Crane                              |
| 1999 | Rupert Everett         | An Ideal Husband                      | Arthur Goring                              |
| 1999 | Sean Penn ‡            | Sweet and Lowdown                     | Emmet Ray                                  |
| 1999 | Steve Zahn             | Happy, Texas                          | Wayne Wayne Wayne Jr.                      |
| 2000 | Michael Douglas        | Wonder Boys                           | Grady Tripp                                |
| 2000 | George Clooney         | O Brother, Where Art Thou?            | Everett                                    |
| 2000 | Richard Gere           | Dr. T & the Women                     | Dr. T                                      |
| 2000 | Christopher Guest      | Best in Show                          | Harlan Pepper                              |
| 2000 | Eddie Murphy           | Nutty Professor II: The Klumps        | Sherman Klump / Buddy Love / Família Klump |
| 2000 | Edward Norton          | Keeping the Faith                     | Brian Finn                                 |
| 2001 | Ewan McGregor          | Moulin Rouge!                         | Christian                                  |
| 2001 | Colin Firth            | Bridget Jones's Diary                 | Mark Darcy                                 |
| 2001 | Gene Hackman           | The Royal Tenenbaums                  | Royal Tenenbaum                            |
| 2001 | John Cameron Mitchell  | Hedwig and the Angry Inch             | Hedwig                                     |
| 2001 | Ben Stiller            | Zoolander                             | Derek Zoolander                            |
| 2001 | Chris Tucker           | Rush Hour 2                           | James Carter                               |
| 2002 | Kieran Culkin          | Igby Goes Down                        | Jason "Igby" Slocumb Jr.                   |
| 2002 | Nicolas Cage ‡         | Adaptation.                           | Charlie e Donald Kaufman                   |
| 2002 | Hugh Grant             | About a Boy                           | Will                                       |
| 2002 | Sam Rockwell           | Confessions of a Dangerous Mind       | Chuck Barris                               |
| 2002 | Adam Sandler           | Punch-Drunk Love                      | Barry Egan                                 |
| 2002 | Aaron Stanford         | Tadpole                               | Oscar Grubman                              |
| 2003 | Bill Murray ‡          | Lost in Translation                   | Bob Harris                                 |
| 2003 | Jack Black             | School of Rock                        | Dewey Finn                                 |
| 2003 | Johnny Depp ‡          | Pirates of the Caribbean              | Capitão Jack Sparrow                       |
| 2003 | Robert Downey, Jr.     | The Singing Detecctive                | Dan Dark                                   |
| 2003 | Paul Giamatti          | American Splendor                     | Harvey Pekar                               |
| 2003 | Billy Bob Thornton     | Bad Santa                             | Willie                                     |
| 2004 | Jamie Foxx †           | Ray                                   | Ray Charles                                |
| 2004 | Gerard Butler          | The Phantom of the Opera              | Erik, o Fantasma da Ópera                  |
| 2004 | Jim Carrey             | Eternal Sunshine of the Spotless Mind | Joel Barish                                |
| 2004 | Paul Giamatti          | Sideways                              | Miles                                      |
| 2004 | Kevin Kline            | De-Lovely                             | Cole Porter                                |
| 2004 | Bill Murray            | The Life Aquatic with Steve Zissou    | Steve Zissou                               |
| 2005 | Terrence Howard ‡      | Hustle & Flow                         | DJay                                       |
| 2005 | Kevin Costner          | The Upside of Anger                   | Denny Davies                               |
| 2005 | Robert Downey, Jr.     | Kiss Kiss Bang Bang                   | Harry Lockhart                             |
| 2005 | Cillian Murphy         | Breakfast on Pluto                    | Patrick "Kitten" Braden                    |
| 2005 | Bill Murray            | Broken Flowers                        | Don Johnston                               |
| 2005 | Joaquin Phoenix ‡      | Walk the Line                         | Johnny Cash                                |
| 2006 | Joseph Cross           | Running with Scissors                 | Augusten Burroughs                         |
| 2006 | Sacha Baron Cohen      | Borat                                 | Borat Sagdiyev                             |
| 2006 | Aaron Eckhart          | Thank You for Smoking                 | Nick Naylor                                |
| 2006 | Will Ferrell           | Stranger than Fiction                 | Harold Crick                               |
| 2006 | Peter O'Toole ‡        | Venus                                 | Maurice                                    |
| 2007 | Ryan Gosling           | Lars and the Real Girl                | Lars Lindstrom                             |
| 2007 | Don Cheadle            | Talk to Me                            | Ralph Greene, Jr.                          |
| 2007 | Richard Gere           | The Hoax                              | Clifford Irving                            |
| 2007 | Ben Kingsley           | You Kill Me                           | Frank Falenczyk                            |
| 2007 | Clive Owen             | Shoot 'Em Up                          | Smith                                      |
| 2007 | Seth Rogen             | Knocked Up                            | Ben Stone                                  |
| 2008 | Ricky Gervais          | Ghost Town                            | Bertram Pincus                             |
| 2008 | Josh Brolin            | W.                                    | George W. Bush                             |
| 2008 | Michael Cera           | Nick and Norah's Infinite Playlist    | Nick                                       |
| 2008 | Brendan Gleeson        | In Bruges                             | Ken                                        |
| 2008 | Sam Rockwell           | Choke                                 | Victor Mancini                             |
| 2008 | Mark Ruffalo           | The Brothers Bloom                    | Stephen                                    |
| 2009 | Michael Stuhlbarg      | A Serious Man                         | Larry Gopnik                               |
| 2009 | George Clooney ‡       | Up in the Air                         | Ryan Bingham                               |
| 2009 | Bradley Cooper         | The Hangover                          | Phil Wenneck                               |
| 2009 | Matt Damon             | The Informant!                        | Mark Whitacre                              |
| 2009 | Daniel Day-Lewis       | Nine                                  | Guido Contini                              |
| 2010 | Michael Cera           | Scott Pilgrim vs. the World           | Scott Pilgrim                              |
| 2010 | Steve Carell           | Dinner for Schmucks                   | Barry Speck                                |
| 2010 | Romain Duris           | L'Arnacœur (Heartbreaker)             | Alex                                       |
| 2010 | Andy García            | City Island                           | Vince Rizzo                                |
| 2010 | Jake Gyllenhaal        | Love and Other Drugs                  | Jamie Randall                              |
| 2010 | John Malkovich         | Red                                   | Marvin Boggs                               |
| 2010 | John C. Reilly         | Cyrus                                 | John                                       |

### Drama
| Ano  | Atores                   | Filme                                           | Personagens                          |
| ---- | ------------------------ | ----------------------------------------------- | ------------------------------------ |
| 1996 | Geoffrey Rush †          | Shine                                           | David Helfgott                       |
| 1996 | Christopher Eccleston    | Jude                                            | Jude Fawley                          |
| 1996 | Ralph Fiennes ‡          | The English Patient                             | Laszlo de Almásy                     |
| 1996 | William H. Macy ‡        | Fargo                                           | Jerry Lundegaard                     |
| 1996 | Billy Bob Thornton ‡     | Sling Blade                                     | Karl Childers                        |
| 1996 | James Woods              | Killer: A Journal of Murder                     | Carl Panzram                         |
| 1997 | Robert Duvall ‡          | The Apostle                                     | Euliss Dewey / O Apóstolo            |
| 1997 | Russell Crowe            | L.A. Confidential                               | Bud White                            |
| 1997 | Matt Damon ‡             | Good Will Hunting                               | Will Hunting                         |
| 1997 | Leonardo DiCaprio        | Titanic                                         | Jack Dawson                          |
| 1997 | Djimon Hounsou           | Amistad                                         | Cinque                               |
| 1997 | Mark Wahlberg            | Boogie Nights                                   | Eddie Adams/Dirk Diggler             |
| 1998 | Edward Norton ‡          | American History X                              | Derek Vinyard                        |
| 1998 | Stephen Fry              | Wilde                                           | Oscar Wilde                          |
| 1998 | Brendan Gleeson          | The General                                     | Martin Cahill                        |
| 1998 | Derek Jacobi             | Love Is the Devil...                            | Francis Bacon                        |
| 1998 | Ian McKellen ‡           | Gods and Monsters                               | James Whale                          |
| 1998 | Nick Nolte ‡             | Affliction                                      | Wade Whitehouse                      |
| 1999 | Terence Stamp            | The Limey                                       | Wilson                               |
| 1999 | Russell Crowe ‡          | The Insider                                     | Jeffrey Wigand                       |
| 1999 | Al Pacino                | The Insider                                     | Lowell Bergman                       |
| 1999 | Richard Farnsworth       | The Straight Story                              | Alvin Straight                       |
| 1999 | Kevin Spacey †           | American Beauty                                 | Lester Burnham                       |
| 1999 | Denzel Washington ‡      | The Hurricane                                   | Rubin Carter                         |
| 2000 | Geoffrey Rush ‡          | Quills                                          | Marquês de Sade                      |
| 2000 | Jamie Bell               | Billy Elliot                                    | Billy Elliot                         |
| 2000 | Sean Connery             | Finding Forrester                               | William Forrester                    |
| 2000 | Russell Crowe †          | Gladiator                                       | Maximus Decimus Meridius             |
| 2000 | Ed Harris ‡              | Pollock                                         | Jackson Pollock                      |
| 2000 | Denzel Washington        | Remember the Titans                             | Herman Boone                         |
| 2001 | Brian Cox                | L.I.E.                                          | John Harrigan                        |
| 2001 | Russell Crowe ‡          | A Beautiful Mind                                | John Forbes Nash                     |
| 2001 | Guy Pearce               | Memento                                         | Leonard Shelby                       |
| 2001 | Sean Penn ‡              | I Am Sam                                        | Sam Dawson                           |
| 2001 | Billy Bob Thornton       | Monster's Ball                                  | Hank Grotowski                       |
| 2001 | Denzel Washington †      | Training Day                                    | Alonzo Harris                        |
| 2002 | Michael Caine ‡          | The Quiet American                              | Thomas Fowler                        |
| 2002 | Daniel Day-Lewis ‡       | Gangs of New York                               | William "Bill, o Açougueiro" Cutting |
| 2002 | Tom Hanks                | Road to Perdition                               | Michael Sullivan                     |
| 2002 | Jack Nicholson ‡         | About Schmidt                                   | Warren Schmidt                       |
| 2002 | Edward Norton            | 25th Hour                                       | Monty Brogan                         |
| 2002 | Robin Williams           | One Hour Photo                                  | Seymour Parrish                      |
| 2003 | Sean Penn                | 21 Grams                                        | Paul Rivers                          |
| 2003 | Sean Penn †              | Mystic River                                    | Jimmy Markum                         |
| 2003 | Hayden Christensen       | Shattered Glass                                 | Stephen Glass                        |
| 2003 | Paddy Considine          | In America                                      | Johnny                               |
| 2003 | Tom Cruise               | The Last Samurai                                | Capitão Nathan Algren                |
| 2003 | Jude Law ‡               | Cold Mountain                                   | W.P. Inman                           |
| 2003 | William H. Macy          | The Cooler                                      | Bernie Lootz                         |
| 2004 | Don Cheadle ‡            | Hotel Rwanda                                    | Paul Rusesabagina                    |
| 2004 | Kevin Bacon              | The Woodsman                                    | Walter                               |
| 2004 | Javier Bardem            | Mar adentro (The Sea Inside)                    | Ramón Sampedro                       |
| 2004 | Johnny Depp ‡            | Finding Neverland                               | Sir James Matthew Barrie             |
| 2004 | Gael García Bernal       | Diários de Motocicleta (The Motorcycle Diaries) | Ernesto "Che" Guevara de la Serna    |
| 2004 | Liam Neeson              | Kinsey                                          | Alfred Kinsey                        |
| 2005 | Philip Seymour Hoffman † | Capote                                          | Truman Capote                        |
| 2005 | Jake Gyllenhaal          | Jarhead                                         | Anthony "Swoff" Swofford             |
| 2005 | Heath Ledger ‡           | Brokeback Mountain                              | Ennis Del Mar                        |
| 2005 | Tommy Lee Jones          | The Three Burials of Melquiades Estrada         | Pete Perkins                         |
| 2005 | Viggo Mortensen          | A History of Violence                           | Tom Stall / Joey Cusack              |
| 2005 | David Strathairn ‡       | Good Night, and Good Luck                       | Edward R. Murrow                     |
| 2006 | Forest Whitaker †        | The Last King of Scotland                       | Idi Amin                             |
| 2006 | Leonardo DiCaprio ‡      | Blood Diamond                                   | Danny Archer                         |
| 2006 | Ryan Gosling ‡           | Half Nelson                                     | Dan Dunne                            |
| 2006 | Joshua Jackson           | Aurora Borealis                                 | Duncan                               |
| 2006 | Derek Luke               | Catch a Fire                                    | Patrick Chamusso                     |
| 2006 | Patrick Wilson           | Little Children                                 | Brad Adamson                         |
| 2007 | Viggo Mortensen ‡        | Eastern Promises                                | Nikolai Luzhin                       |
| 2007 | Josh Brolin              | No Country for Old Men                          | Llewelyn Moss                        |
| 2007 | Christian Bale           | Rescue Dawn                                     | Dieter Dengler                       |
| 2007 | Tommy Lee Jones ‡        | In the Valley of Elah                           | Hank Deerfield                       |
| 2007 | Frank Langella           | Starting Out in the Evening                     | Leonard Schiller                     |
| 2007 | Denzel Washington        | American Gangster                               | Frank Lucas                          |
| 2008 | Richard Jenkins ‡        | The Visitor                                     | Walter Vale                          |
| 2008 | Leonardo DiCaprio        | Revolutionary Road                              | Frank Wheeler                        |
| 2008 | Frank Langella ‡         | Frost/Nixon                                     | Richard Nixon                        |
| 2008 | Sean Penn †              | Milk                                            | Harvey Milk                          |
| 2008 | Mickey Rourke ‡          | The Wrestler                                    | Randy Robinson                       |
| 2008 | Mark Ruffalo             | What Doesn't Kill You                           | Brian Reilly                         |
| 2009 | Jeremy Renner ‡          | The Hurt Locker                                 | Sargento William James               |
| 2009 | Jeff Bridges †           | Crazy Heart                                     | Otis "Bad" Blake                     |
| 2009 | Hugh Dancy               | Adam                                            | Adam Raki                            |
| 2009 | Johnny Depp              | Public Enemies                                  | John Dillinger                       |
| 2009 | Colin Firth ‡            | A Single Man                                    | George Falconer                      |
| 2009 | Michael Sheen            | The Damned United                               | Brian Clough                         |
| 2010 | Colin Firth †            | The King's Speech                               | Rei George VI do Reino Unido         |
| 2010 | Javier Bardem ‡          | Biutiful                                        | Uxbal                                |
| 2010 | Leonardo DiCaprio        | Inception                                       | Dom Cobb                             |
| 2010 | Michael Douglas          | Solitary Man                                    | Ben Kalmen                           |
| 2010 | Robert Duvall            | Get Low                                         | Felix Bush                           |
| 2010 | Jesse Eisenberg ‡        | The Social Network                              | Mark Zuckerberg                      |
| 2010 | James Franco ‡           | 127 Hours                                       | Aron Ralston                         |
| 2010 | Ryan Gosling             | Blue Valentine                                  | Dean Hellers                         |

### Cinema (Drama / Comédia ou Musical)
| Ano  | Atores                 | Filme                     | Personagens                          |
| ---- | ---------------------- | ------------------------- | ------------------------------------ |
| 2011 | Ryan Gosling           | Drive                     | O Motorista                          |
| 2011 | George Clooney ‡       | The Descendants           | Matt King                            |
| 2011 | Leonardo DiCaprio      | J. Edgar                  | J. Edgar Hoover                      |
| 2011 | Michael Fassbender     | Shame                     | Brandon Sullivan                     |
| 2011 | Brendan Gleeson        | The Guard                 | Sargento Gerry Boyle                 |
| 2011 | Tom Hardy              | Warrior                   | Tommy Riordan                        |
| 2011 | Woody Harrelson        | Rampart                   | Dave Brown                           |
| 2011 | Gary Oldman ‡          | Tinker Tailor Soldier Spy | George Smiley                        |
| 2011 | Brad Pitt ‡            | Moneyball                 | Billy Beane                          |
| 2011 | Michael Shannon        | Take Shelter              | Curtis LaForche                      |
| 2012 | Bradley Cooper ‡       | Silver Linings Playbook   | Patrick "Pat" Solitano               |
| 2012 | Daniel Day-Lewis †     | Lincoln                   | Abraham Lincoln                      |
| 2012 | John Hawkes            | The Sessions              | Mark O'Brien                         |
| 2012 | Hugh Jackman ‡         | Les Misérables            | Jean Valjean                         |
| 2012 | Joaquin Phoenix ‡      | The Master                | Freddie Quell                        |
| 2012 | Omar Sy                | Intouchables              | Driss Vassary                        |
| 2012 | Denzel Washington ‡    | Flight                    | William "Whip" Whitaker, Sr.         |
| 2013 | Matthew McConaughey †  | Dallas Buyers Club        | Ron Woodroof                         |
| 2013 | Christian Bale ‡       | American Hustle           | Irving Rosenfeld                     |
| 2013 | Bruce Dern ‡           | Nebraska                  | Woodrow "Woody" T. Grant             |
| 2013 | Leonardo DiCaprio ‡    | The Wolf of Wall Street   | Jordan Belfort                       |
| 2013 | Chiwetel Ejiofor ‡     | 12 Years a Slave          | Solomon Northup                      |
| 2013 | Tom Hanks              | Captain Phillips          | Capitão Richard Phillips             |
| 2013 | Robert Redford         | All Is Lost               | O Homem                              |
| 2013 | Forest Whitaker        | The Butler                | Cecil Gaines                         |
| 2014 | Michael Keaton ‡       | Birdman                   | Riggan Thomson                       |
| 2014 | Steve Carell ‡         | Foxcatcher                | John Eleuthère du Pont               |
| 2014 | Benedict Cumberbatch ‡ | The Imitation Game        | Alan Turing                          |
| 2014 | Jake Gyllenhaal        | Nightcrawler              | Louis Bloom                          |
| 2014 | David Oyelowo          | Selma                     | Martin Luther King, Jr.              |
| 2014 | Eddie Redmayne †       | The Theory of Everything  | Stephen Hawking                      |
| 2014 | Miles Teller           | Whiplash                  | Andrew Neiman                        |
| 2015 | Leonardo DiCaprio †    | The Revenant              | Hugh Glass                           |
| 2015 | Matt Damon ‡           | The Martian               | Mark Watney                          |
| 2015 | Johnny Depp            | Black Mass                | James "Whitey" Bulger                |
| 2015 | Michael Fassbender ‡   | Steve Jobs                | Steve Jobs                           |
| 2015 | Tom Hardy              | Legend                    | Ronald Kray / Reginald Kray          |
| 2015 | Eddie Redmayne ‡       | The Danish Girl           | Lili Elbe / Einar Wegener            |
| 2015 | Will Smith             | Concussion                | Dr. Bennet Omalu                     |
| 2016 | Andrew Garfield ‡      | Hacksaw Ridge             | Desmond T. Doss                      |
| 2016 | Viggo Mortensen ‡      | Captain Fantastic         | Ben Cash                             |
| 2016 | Casey Affleck †        | Manchester by the Sea     | Lee Chandler                         |
| 2016 | Joel Edgerton          | Loving                    | Richard Loving                       |
| 2016 | Joseph Gordon-Levitt   | Snowden                   | Edward Snowden                       |
| 2016 | Ryan Gosling ‡         | La La Land                | Sebastian Wilder                     |
| 2016 | Tom Hanks              | Sully                     | Capitão Chesley "Sully" Sullenberger |
| 2016 | Denzel Washington ‡    | Fences                    | Troy Maxson                          |
| 2017 | Gary Oldman ‡          | Darkest Hour              | Winston Churchill                    |
| 2017 | Harry Dean Stanton     | Lucky                     | Lucky                                |
| 2017 | Daniel Day-Lewis ‡     | Phantom Thread            | Reynolds Woodcock                    |
| 2017 | James Franco           | The Disaster Artist       | Tommy Wiseau                         |
| 2017 | Jake Gyllenhaal        | Stronger                  | Jeff Bauman                          |
| 2017 | Robert Pattinson       | Good Time                 | Constantine "Connie" Nikas           |
| 2017 | Jeremy Renner          | Wind River                | Cory Lambert                         |